# Ali Stephens
Alison Stephens, conosciuta anche come Ali Stephens (Salt Lake City, 10 maggio 1991), è una modella statunitense.

## Carriera
Scoperta dall'agenzia di moda Pulse Management nell'agosto 2007, Ali Stephens in seguito rivelerà che all'epoca non sapeva nulla del mondo della moda. Dopo soltanto un mese di lavoro con la Pulse Management, la modella ottiene un altro contratto con la più prestigiosa Elite Model Management, di New York. Il 25 settembre 2007, debutta sulle passerelle, sfilando per la collezione primavera/estate di Prada, durante la settimana della moda di Milano.
In seguito la Stephens sfilerà anche con Balenciaga, Dries van Noten, Givenchy, Chanel, Kenzo, Nina Ricci, Miu Miu e Louis Vuitton e lavorerà come testimonial per Chloé, Missoni e Calvin Klein. Ali Stephens è comparsa sulle riviste The New York Times, e l'edizione francese di Vogue, oltre ad essere stata sulla copertina di French Revue de Modes (ottobre 2008), Muse Italia (aprile 2008), W Corea (marzo 2008) e Numéro Corea (marzo 2009).

## Agenzie di moda
- Pulse Management
- Elite Model Management - New York
- Marilyn Agency
- Why Not Model Agency